# Телохранитель (телесериал)
Телохранитель (англ. Bodyguard) — британский шестисерийный драматический сериал 2018 года. В главной роли — Ричард Мэдден. Премьера состоялась 26 августа 2018 года на канале BBC One. В разработке находится второй сезон, в котором Ричард Мэдден вернётся к роли Дэвида Бадда.

## Сюжет
Сержант полиции Дэвид Бадд, бывший ветеран войны, страдающий от ПТСР, работает телохранителем в службе столичной полиции, обеспечивая безопасность членов королевской семьи и правительства. Ему поручена охрана министра внутренних дел Джулии Монтегю, чьи политические взгляды он не разделяет.

## В ролях
- Ричард Мэдден — сержант Дэвид Бадд, старший офицер защиты Специального подразделения по охране лондонской полиции[4]
- Кили Хоус — Джулия Монтегю, Министр внутренних дел Великобритании[4]
- Софи Рандл — Викки Бадд, супруга Дэвида[4]
- Джина Макки — коммандор Энн Сэмпсон, руководитель Антитеррористического отделения лондонской полиции[4]
- Винсент Франклин — Майк Тревис, член парламента, Министр по вопросам противодействия терроризму[4]
- Пиппа Хейвуд — главный суперинтендант Лоррейн Крэддок, непосредственный руководитель Дэвида Бадда[4]
- Пол Реди — Роб Макдональд, специальный советник Министра внутренних дел[4]
- Том Брук — Энди Апстед, друг Дэвида Бадда, руководитель антивоенной организации[4]
- Николас Гливс — достопочтенный Роджер Пеналигон, член парламента, парламентский организатор Партии консерваторов, бывший муж Джулии Монтегю[4]
- Стюарт Боуман — Стивен Хантер-Данн, генеральный директор Службы безопасности Великобритании[4]
- Стефани Хьам — Шанель Дайсон, советник Министра внутренних дел по связям с общественностью[4]
- Дэвид Вэстхэд — достопочтенный Джон Вослер, член парламента, Премьер-министр Великобритании и лидер Консерваторов[4]
- Мэтт Стокоу — Люк Айкенс, руководитель преступной группировки[4]
- Нина Туссэн-Уайт — детектив-сержант Луиз Рэйбёрн, офицер Антитеррористического отделения[4]
- Эш Тендон — детектив — главный инспектор Дипак Шарма, старший офицер Антитеррористического отделения[4]
- Аньли Мохиндра — Надя Али, несостоявшаяся террористка-смертница[4]

## Отзывы
Сериал получил положительные отзывы кинокритиков. На веб-агрегаторе Rotten Tomatoes рейтинг составляет 93% на основе 68 рецензий со средней оценкой 8,2/10. На Metacritic — 79 баллов из 100 на основе 12 обзоров.